# قصر رام الله الثقافي
قصر رام الله الثقافي هو مركز أحياء ثقافي فلسطيني، يقع المبني في مدينة رام الله بالضفة الغربية.

## التاريخ
تم إنشاء قصر رام الله الثقافي في عام 2005 بعد سنوات من التخطيط والتنفيذ من قبل بلدية رام الله وبرنامج الأمم المتحدة الإنمائي، والدعم السخي من الحكومة اليابانية.

## الفعاليات
- احتضن قصر رام الله الثقافي منذ إفتتاحه الكثير من الفعاليات الفنية والثقافية والسياسية والتربوية والأكاديمية والعلمية الأهم في مدينة رام الله وفي فلسطين.
- إقامة المهرجانات الثقافية والعروض والندوات الإعلامية.

- يحوي قاعات مساحاتها كبيرة، وقاعة المحاضرات الرئيسية التي يمكن أن تستوعب ما يصل إلى 740 شخصا.
- جاء قصر رام الله الثقافي نتيجة لحاجة ملحة في القطاع الثقافي، ليس فقط في رام الله ولكن في فلسطين ككل.[6][7]